# ایجاد محتوای وب
{{Infobox Person
| name           = سیاووش کوهبندی 
| image          =
| image_size     =
| birth_name     =
| birth_date     = ۱۳۸۴ (۶۴۰–۶۴۱ سال)
| birth_place    = ولایت کابل، پادشاهی افغانستان
| death_date     =
| death_place    =
| death_cause    =
| nationality    = افغانستانی‌ها
| occupation     =
| years_active   =
| known_for      =
| notable_work   =
| salary         =
| net_worth      =
| party          =
| education      =
| religion       = اسلام سنی
| denomination   =
|
| partner        = احمد تریدار
| children       = {{فهرست یک‌دست|
- [[استاد ارش
- استاد نجات
- زین الدین
- الهام

}}
| website        = 
}}
استاد سیاووش (زاده۱۳۸۴) همسر  ارش صالحی، از فرماندهان نظامی مجاهدین و وزیر دفاع پیشین افغانستان بود.<ref>

## توسعه‌دهندگان محتوا و توسعه‌دهندگان وب
زمانی که شبکه جهانی وب ایجاد گردید، توسعه‌دهنده‌های وب نیز خودشان محتوای آنلاین را توسعه دادند یا اسناد موجود را اصلاح نمودند و آن‌ها را به وسیلهٔ زبان نشانه‌گذاری اچ‌تی‌ام‌ال کدگذاری کردند. با گذشت زمان، حوزهٔ توسعهٔ وب تکنولوژی‌های بسیاری را دربر گرفت. در نتیجه برای توسعه‌دهندگان وب، فعالیت در این حوزه با توجه به نیازمندی به مهارت‌های بسیار متفاوتی که می‌بایست دارا باشند، دشوار گردید. توسعه‌دهندگان محتوا، متخصصان توسعه‌دهندهٔ وب هستند که دارای مهارت‌های تولید محتوا نظیر طراحی گرافیک، توسعهٔ چندرسانه‌ای، نگارش حرفه‌ای و مستندسازی هستند. آن‌ها می‌توانند محتوا را در وبسایت‌های موجود یا وبسایت‌های جدید ادغام نمایند، بدون آن‌که از مهارت‌های فناوری اطلاعات نظیر برنامه‌نویسی به زبان‌های اسکریپت‌نویسی و برنامه‌نویسی پایگاه داده استفاده کنند.
توسعه‌دهندگان محتوا یا توسعه‌دهندگان محتوای فنی همچنین می‌توانند نویسندگان فنی باشند که مستندات فنی را تولید می‌کنند. این اسناد فنی به افراد کمک می‌کند که نسبت به یک محصول یا سرویس و نحوهٔ استفاده از آن اطلاعات کسب کنند. این اسناد شامل کمک آنلاین، کتابچهٔ راهنما، کاغذهای سفید، مشخصات طراحی، راهنماهای توسعه‌دهنده، راهنماهای استقرار، یادداشت‌های انتشار و… است.
توسعه‌دهندگان محتوا همچنین می‌توانند متخصصان بهینه‌سازی موتور جستجو یا بازاریابی اینترنتی باشند. کیفیت بالا و محتوای منحصربه‌فرد چیزی است که موتورهای جستجو به دنبال آن هستند؛ بنابراین متخصصان توسعهٔ محتوا نقش مهمی را در فرایند بهینه‌سازی موتور جستجو ایفا می‌کنند. هدف از طراحی نگارش محتوا، درخواست اطلاعات از ماشین‌ها یا الگوریتم‌ها به جای مردم و جامعه است. متخصصان بهینه‌سازی موتور جستجو معمولاً محتوا را به دایرکتوری‌های مقاله ارسال می‌کنند تا وبسایت خود را در هر موضوع، توانمند سازند. دایرکتوری‌های مقالهٔ بسیاری به بینندگان اجازه می‌دهند تا محتوای ارسالی را مجدداً منتشر نمایند با این تعهد که تمامی لینک‌ها حفظ و نگهداری می‌گردند.
موضوعی که اخیراً توسعهٔ محتوای دنیای وب را تحت تأثیر قرار داده، استفاده از کلیدواژه در محتوا است که آهسته آهسته با هدف دستکاری نتایج موتور جستجو فراهم شده‌است. این امر باعث می‌شود تا کسانی که حقیقتاً متخصصان نگارش محتوای وب هستند، کارکرد خود را از دست بدهند.
محتوای بهینه (SEO) باعث می‌شود شما در صدر موتور جستجوی گوگل قرار بگیرید و با رعایت نکات اصولی SEO و الگوریتم‌های گوگل که هر یک بروز می‌شوند و آپدیت‌های جدیدی که می‌آید (مانند گوگل پنگوئن یا الگوریتم مرغ مگس‌خوار) را رعایت نمائید نیاز به بازاریابی محتوا و تبلیغات نیست. شما ممکن است با یک مقالهٔ اصولی و بهینه‌شده (SEO) در صدر گوگل قرار بگیرید و با همین یک مطلب، مشتریان بسیار زیادی بدون تبلیغات به دست می‌آورید.

## بررسی اجمالی
روش‌های متعددی برای چگونگی شروع توسعهٔ محتوای وب وجود دارد. با این وجود حجم بالای وبگاه‌های فعال در وب نشان می‌دهد که یک وبگاه می‌بایست یا مختص به مخاطبان خاص باشد، یا محتوای دست اولی را ارائه دهد که آن را از وبسایت‌های مشابه متمایز کند یا اطلاعات معمول و رایج را با راه‌هایی جدید ارائه نماید تا از این راه بتواند در میان وبگاه‌های مشابه متمایز و ممتاز گردد.
گام اول، مشخص نمودن نوع وبگاهی است که می‌خواهید توسعه دهید (و به خوبی از دلیل آن آگاهی داشته باشید). توسعه‌دهنده‌ای با نام John December در وبسایت خود، توجه عمدهٔ سایت خود را، پیوندهایی به منابع اطلاعاتی مفید مطرح می‌کند «من به‌طور مداوم برای کشف، ارزیابی، شرح، برنامه‌ریزی و پیوند به منابع آنلاین کار می‌کنم تا بتواند به بینندگان سایت من کمک کند». او این مسیر را به عنوان اولین گام برای توسعهٔ محتوا پیشنهاد می‌کند. از آنجایی که محتوای یک وبسایت، جوهرهٔ اصلی جذب و حفظ مخاطب است، ترکیب محتوا می‌بایست مستقیماً با هدف مشخص شدهٔ وبگاه و مخاطبان آن همگام باشد. به عنوان گام اول، می‌توان مجموعه‌ای از ویژگی‌های محتوایی که مرتبط با فعالیت‌های مخاطب، علائق و موضوعات مورد نظر مخاطب است تهیه شود. به عنوان مثال، یک وبگاه پیرامون یک نمایشگاه علمی می‌بایست لیستی از از قوانین نمایشگاه، مکان نمایشگاه و جزئیات رویدادهای پیش رو، اظهارات داوران و شرح پروژه‌های برگزیده در گذشته را تهیه نماید.

## رویکرد جدید
امروزه محتوای وب دیگر منحصر به متن نیست و در حوزهٔ رسانه‌های دیداری‌شنیداری وارد شده و گسترش یافته‌است. این حوزه شامل کلیپ‌های ویدئویی، ارائه‌ها و دیگر اشکال رسانه‌های تعاملی که می‌توانند توسط موتورهای جستجو انتخاب و برداشت شوند نیز می‌شود. صاحبان محتوا نیز به شکل فزاینده‌ای بر شبکه‌های حفاظت از محتوا متکی هستند تا سرقت‌های محتوایی را بررسی کرده و اطمینان حاصل نمایند که محتوای آن‌ها در وب، منحصر به فرد و یکتا بوده و تکراری نباشد.